# ロング・ナウ協会
ロング・ナウ協会（Long Now Foundation）は、きわめて長期にわたって存続する文化施設・文化機関の種になることを目指している1996年設立の民間組織である。それは今日の”より早く、より安く”という考え方とは対照的要素である”よりゆっくり、よりよく”を推進しようとしている。 ロング・ナウ協会は次の一万年の構成の中で創造的に責任を育てようとしている。この範囲を強調するために、協会は西暦を1996年という4桁ではなく、01996年という5桁で表現している。

## 計画
ロング・ナウ協会は一万年時計、ロゼッタプロジェクト、長期的な賭け、別名ロングビューワーであるタイムラインというオープンソース、長いサーバーと毎月のセミナーを含むいくつかの計画を進行させている。

### ロング・ナウ時計
ロング・ナウ時計の目的は、一万年の間人間の力が最小限で動作する時計を建築することである。時計は奪われることなく、破壊しないように、耐久性のある素材でつくられ、修理するのが簡単であり、時計についての知識が失われる、あるいは、それが個人または可能な将来の文明に価値がないと考えられる場合に備えて、主に価値がない材料でできている。その動力源（または源）は再生可能なエネルギーでなければならないが、同じように、盗まれないようなものでなければならない。時計の試作品は1999年12月31日に起動して、ロンドンのサイエンス・ミュージアムで現在展示されている。 財団は、ネバダ州にあるイーリー(Ely)の近くに時計を造ることを望んでいる。

### ロゼッタプロジェクト
ロゼッタプロジェクトは2000年から2100年までの期間に絶滅する可能性のある言語を保護するもの。母国語話者が1000人以下が対象。他の言語は、商業と文化の国際語としての英語の重要性が増していることによって危険にさらされると考えられている。そのような言語のサンプルは、直径2インチ（5.08cm）のニッケル合金のディスクの上へ刻まれる。ディスクのバージョン1.0は、2002年秋に完成している。 

### ロングベットプロジェクト
ロングベットプロジェクトは長期のイベントで賭けの経過を提案・記録をし、未来について議論を活性化させるためのプロジェクト（例：人々が2030年までに操縦士のいない航空機に普通に乗るかどうか。）。

## 引用
| 「                       | 文明は、病理学上短い注意持続時間にそれ自体を復活させています。傾向は技術の加速、市場主導の経済学の短い地平線見解、民主主義の次の選挙見解、または個人的なマルチタスキングの注意散漫から来るかもしれません。すべては増加しています。近視眼的ないくつかのバランスの保たれた矯正策が'長期'が少なくとも何世紀も測定されるもの-長期的展望と長期の責任の取得を促す若干のメカニズムまたは神話-が必要です。Long Nowはメカニズムと神話の両方を提案します。 | 」 |
| — スチュアート・ブランド | |    |

| 「            | 私が子供であったとき、人々は02000年に起こることについて話したものです。30年の間、彼らは02000年に起こることについて話し続けました。そして、現在、誰も将来について言及しません。未来は私の一生涯の間、1年間で1年縮小しています。私は、人々の短縮し続けている未来の精神的なバリアを打開し、長期的なプロジェクトを始めるのが私たちのための時間であると考えます。季節の温度変化によって動かされる、大きい(ストーンヘンジを考える)機械仕掛けの時計を提案したいと思います。それは、一年に一回動き、一世紀に一度のごーんという音が鳴り、カッコウ鳥は千年に一回現われます。 | 」 |
| —Danny Hillis | |    |

## 長期的な思考に関するセミナー
2003年11月、ロングナウ協会が毎月、ブライアン・イーノによる長期的な思考に関するセミナーを開始した。セミナーはサンフランシスコ湾岸地域で開催され、長期政策、長期的思考に焦点が当てられた。トピックスは環境資源の保護、寿命の拡大、小惑星の衝突の可能性、SETI(地球外知的生命体探査)、時間の性質を含んでいる。セミナーの様子はロングナウ協会から様々な形式でダウンロードが可能である。